# سرا کوتلوبی
سرا کوتلوبی (به ترکی استانبولی: Sera Kutlubey، متولد ۲۴ اکتبر ۱۹۹۷ آنکارا
) بازیگر اهل ترکیه است.

## زندگی‌نامه
سرا کوتلوبی در سال ۱۹۹۷ در آنکارا به دنیا آمد. تحصیلات خود را در رشته تئاتر دانشگاه هالیچ به پایان رساند. او اولین تجربه بازیگری خود را در سریال کهربا در سال ۲۰۱۶ تجربه کرد. سپس در سریال پدرم و خانواده‌اش بازی کرد. او در سال ۲۰۱۷ در سریال تلویزیونی ناشناس‌ها نقش سحر را بازی کرد و بین سال‌های ۲۰۱۹ تا ۲۰۲۰ با بازی در نقش جمره ییلماز در سریال تلویزیونی استانبول ظالم به شهرت رسید. او در سریال تلویزیونی خوبی که بین سال های ۲۰۲۲ تا ۲۰۲۳ پخش شد، نقش شخصیت داملا را بازی کرد.
اولین رمان او، سقوط پلوتون، توسط انتشارات ایتهاکی در سال ۲۰۲۲ منتشر شد.

## فیلم‌شناسی
| تلویزیون  | تلویزیون         | تلویزیون    | تلویزیون    | تلویزیون |
| سال       | مجموعه           | نقش         | یادداشت     | شبکه     |
| --------- | ---------------- | ----------- | ----------- | -------- |
| ۲۰۱۶      | کهربا            | لیلای جوان  | بازیگر مکمل | آتی‌وی    |
| ۲۰۱۶      | پدرم و خانواده‌اش | حسرت        | بازیگر مکمل | کانال د  |
| ۲۰۱۷      | ناشناس‌ها         | سحر         | بازیگر مکمل | کانال د  |
| ۲۰۱۹–۲۰۲۰ | استانبول ظالم    | جمره ییلماز | بازیگر اصلی | کانال د  |
| ۲۰۲۱      | هرجایی           | آزرا        | بازیگر مکمل | آتی‌وی    |
| ۲۰۲۲–۲۰۲۳ | خوبی             | داملا دینچر | بازیگر اصلی | فاکس     |
| ۲۰۲۳      | نام من فرح       | مرجان آزادی | بازیگر مکمل | فاکس     |

## جوایز و نامزدها
| سال  | جایزه                    | دسته‌بندی                                | کار نامزد شده | نتیجه    |
| ---- | ------------------------ | --------------------------------------- | ------------- | -------- |
| ۲۰۱۹ | پروانه طلایی پانتن       | بهترین زوج سریال تلویزیونی (جنک و جمره) | استانبول ظالم | نامزدشده |
| ۲۰۲۰ | اجلاس طلایی و جوایز شغلی | جایزه بهترین بازیگر زن سال              | استانبول ظالم | برنده    |